# Tomislav Ivković
Tomislav Ivković, född den 11 augusti 1960 i Zagreb, är en jugoslavisk-kroatisk före detta professionell fotbollsspelare och numera -tränare.
Ivković tog OS-brons med Jugoslavien vid olympiska sommarspelen 1984 i Los Angeles.